# میکل آرتتا
میکل آرتتا آماتریاین (اسپانیایی: Mikel Arteta Amatriain‎؛ زاده ۲۶ مارس ۱۹۸۲) بازیکن سابق اهل اسپانیا و سرمربی کنونی باشگاه فوتبال آرسنال است. پست او در دوران بازی هافبک دفاعی و هافبک بود.

## زندگی حرفه ای
آرتتا که در سن سباستین، در ایالت خودمختار باسک در کشور اسپانیا به دنیا آمد. او فوتبال خود را در آنتیگوکو آغاز کرد و با هافبک و دوست خود، ژابی آلونسو، زمانی که هر آخر هفته با هم بازی می‌کردند، دوست شد. این دو اغلب در کنار سواحل و ناودان‌های سن سباستین فوتبال بازی می‌کردند و رؤیای بازی با هم در رئال سوسیداد را داشتند.

### بارسلونا
آرتتا در ۱۵ سالگی به تیم بارسلونا B رفت در حالی که آلونسو بعداً به رئال سوسیداد پیوست. آرتتا نتوانست به تیم اصلی بارسلونا راه پیدا کند و در دسامبر ۲۰۰۰ به صورت قرضی به باشگاه پاری سن ژرمن فرانسه رفت. در طول یک فصل و نیم در پاریس، آرتتا توسط سرمربی این تیم لوئیس فرناندز عمدتاً به عنوان یک بازی ساز استفاده شد. او اولین حضور خود را در لیگ قهرمانان اروپا در مرحله دوم گروهی فصل ۰۱–۲۰۰۰ انجام داد. PSG می‌خواست آرتتا را در پایان دوره قرضی حفظ کند و گزینه «بند خرید» را داشت. ولی آرتتا در مارس ۲۰۰۲، پس از اینکه رنجرز پیشنهاد مالی قوی‌تری به بارسلونا ارائه کرد، با این باشگاه اسکاتلندی قرارداد امضا کرد و پس از پایان فصل ۲۰۰۱–۲۰۰۲، پاری سن ژرمن را ترک کرد.

### رنجرز
آرتتا در مارس ۲۰۰۲ با یک قرارداد ۶ میلیون پوندی با باشگاه رنجرز اسکاتلند قرارداد امضا کرد. او از یک فصل اول موفق در گلاسکو لذت برد و به سرعت خود را به عنوان بازیکن ثابت تیم اصلی ثابت کرد.

### رئال سوسیداد
آرتتا در سال ۲۰۰۴ با مبلغ ۵٫۲ میلیون یورو به رئال سوسیداد پیوست، با این ایده که آرتتا و ژابی آلونسو بتوانند هم تیمی شوند. با این حال، آلونسو به لیورپول رفت و آرتتا نتوانست خود را در این تیم تثبیت کند، و تنها سه بازی لیگ را در نیم فصلی که در سن سباستین گذراند، فیکس بود.

### اورتون
دیوید مویس، سرمربی اورتون، آرتتا را در پنجره نقل و انتقالات ژانویه ۲۰۰۵ به صورت قرضی با هدف انتقال دائمی در آخر فصل به خدمت گرفت. آرتتا که به عنوان جانشینی برای هافبک دانمارکی توماس گریوزن که به رئال مادرید نقل مکان کرده بود، دیده می‌شد. آرتتا نقشی حیاتی در کمک به اورتون برای دستیابی به سهمیه حضور در لیگ قهرمانان اروپا داشت. با این حال، آنها توسط ویارئال در آخرین مرحله مقدماتی حذف شدند و به مرحله گروهی نرسیدند. او اولین گل خود را در اورتون در پیروزی ۴–۰ مقابل کریستال پالاس به ثمر رساند. او قراردادی دائمی پنج ساله در ژوئیه ۲۰۰۵ با مبلغ ۲ میلیون پوند با اورتون امضا کرد.

### آرسنال
آرتتا در ۳۱ اوت ۲۰۱۱ با آرسنال با قراردادی چهار ساله به مبلغ ۱۰ میلیون پوند قرارداد امضا کرد. او اولین بازی خود را در ۱۰ سپتامبر در برد خانگی ۱–۰ مقابل سوانسی سیتی انجام داد و اولین گل خود در لیگ برتر را برای آرسنال در باخت ۴–۳ مقابل بلکبرن روورز در ایوود پارک به ثمر رساند. آرتتا برای اولین با کاپیتانی توپچی‌ها را در پیروزی دور سوم جام حذفی مقابل لیدز یونایتد بر عهده گرفت.
پس از جدایی کاپیتان اول آرسنال یعنی رابین ون پرسی، آرتتا به عنوان کاپیتان دوم آرسنال برای فصل ۲۰۱۲–۱۳ انتخاب شد. او توسط هواداران به عنوان چهارمین بازیکن برتر فصل ۲۰۱۲–۲۰۱۳ در نظرسنجی بهترین بازیکن فصل آرسنال انتخاب شد، پس از اینکه تیم را برای هفدهمین بار متوالی در چهار تیم برتر رساند. او آغاز سال ۲۰۱۳–۲۰۱۴ را به دلیل مصدومیت از دست داد، اما در پایان سپتامبر و در مقابل کریستال پالاس به ترکیب بازگشت و در همان بازی گل زد و اخراج شد. آرسنال با کاپیتانی آرتتا در فینال جام حذفی ۲۰۱۴ مقابل هال سیتی ۳ بر ۲ به پیروزی رسید تا آرتتا اولین جام خود را بدست آورد.
آرتتا از فصل ۲۰۱۴–۱۵ کاپیتان اول باشگاه آرسنال شد. او اولین جام خود را به عنوان کاپیتان اول در پیروزی سه بر صفر آرسنال مقابل منچستر سیتی در جام خیریه ۲۰۱۴ به دست آورد و ۹۰ دقیقه کامل بازی کرد. علیرغم این کاپیتانی، او فقط ۱۱ بازی در کل فصل انجام داد و یک گل به ثمر رساند. آرتتا برای فصل ۲۰۱۵–۲۰۱۶ قراردادش را به مدت یک سال با آرسنال تمدید کرد.

### خداحافظی از فوتبال و دستیاری در منچسترسیتی
آرتتا در آخرین بازی فصل ۲۰۱۵–۱۶ در مقابل استون ویلا که با پیروزی ۴ بر صفر آرسنال همراه بود یک گل به ثمر رساند و در پایان بازی با تشویق هواداران از دنیای فوتبال خداحافظی کرد.
آرتتا در سال ۲۰۱۶ دستیار اول پپ گواردیولا در باشگاه منچسترسیتی شد و تا سال ۲۰۱۹ در این سمت قرار داشت.

### مربیگری در آرسنال
در سال ۲۰۱۹ و پس از این که آرسنال اونای امری را به خاطر نتایج ضعیف اخراج کرده بود، با آرتتا وارد مذاکره شد و در دسامبر ۲۰۱۹، آرتتا با قراردادی ۳/۵ ساله سرمربی آرسنال شد و به تیم سابق خود اما در قامت سرمربی بازگشت.

## زندگی شخصی
آرتتا چندزبانه است. او به زبان‌های اسپانیایی، باسکی، کاتالان و انگلیسی مسلط است و به فرانسوی، ایتالیایی و پرتغالی نیز صحبت می‌کند.
ژابی آلونسو هم‌وطن اسپانیایی میکل آرتتا از دوستان قدیمی و صمیمی او محسوب می‌شود.
او با مدل و مجری اسپانیایی-آرژانتینی لورنا برنال ازدواج کرده‌است و سه فرزند به نام‌های گابریل (زاده ۲۰۰۹)، دانیل (زاده ۲۰۱۲) و اولیور (زاده ۲۰۱۵) دارند.
در ۱۲ مارس ۲۰۲۰، پس از فراگیری کروناویروس در انگلستان تست بیماری کروناویروس ۲۰۱۹ وی مثبت اعلام شد.

## افتخارات

### باشگاهی
پاری سن ژرمن
- جام اینترتوتو: ۲۰۰۱

رنجرز
- پرمیرشیپ اسکاتلند: ۰۳–۲۰۰۲

آرسنال
- جام حذفی فوتبال انگلستان: ۱۴–۲۰۱۳، ۱۵–۲۰۱۴
- جام خیریه انگلستان: ۲۰۱۴، ۲۰۱۵

## به عنوان سرمربی
او مدتی در منچستر سیتی به عنوان دستیار مربی زیر نظر پپ گواردیولا فعالیت می‌کرد. میکل در سال ۲۰۱۹ با آرسنال قرار داد ۵ ساله منعقد کرد و سرمربی این تیم شد. او در این تیم عملکرد نسبتاً ضعیفی داشت و اولین فصل حضورش را با قهرمانی در FA Cup و جام خیریه و البته رتبه ضعیف هشتم لیگ تمام کرد؛ و فصل بعد با قرارگیری دوباره در رتبه هشتم لیگ و به‌دست نیاوردن سهمیه هیچ‌یک از رقابت‌های اروپایی تا یک قدمی اخراج پیش رفت؛ اما در فصل ۲۰۲۱–۲۰۲۲ در پایان هفتهٔ هفتم به عنوان بهترین سرمربی ماه سپتامبر انتخاب شد و تیم را از آخر جدول رها کرد. و در فصل ۲۰۲۳–۲۰۲۲ در حالی که هفته‌ها صدرنشین پریمیر لیگ بود اما در نهایت منچستر سیتی قهرمان شد و فصل را با نایب قهرمانی به پایان رساند.